# Праскорсано
Праскорсано (итал. Prascorsano) је насеље у Италији у округу Торино, региону Пијемонт.
Према процени из 2011. у насељу је живело 259 становника. Насеље се налази на надморској висини од 594 м.

## Становништво
Према резултатима пописа становништва 2011. у општини је живело 781 становника.
| 1931. | 1936. | 1951. | 1961. | 1971. | 1981. | 1991. | 2001. | 2011. |
| ----- | ----- | ----- | ----- | ----- | ----- | ----- | ----- | ----- |
| 795   | 754   | 699   | 702   | 687   | 664   | 636   | 756   | 781   |